# Шампозу
Шампозу (фр. Champosoult) насеље је и општина у северној Француској у региону Доња Нормандија, у департману Орн која припада префектури Аржантан.
По подацима из 2011. године у општини је живело 103 становника, а густина насељености је износила 14,69 становника/km². Општина се простире на површини од 7,01 km². Налази се на средњој надморској висини од 215 метара (максималној 259 m, а минималној 140 m).

## Демографија
| 1962. | 1968. | 1975. | 1982. | 1990. | 1999. | 2011. |
| ----- | ----- | ----- | ----- | ----- | ----- | ----- |
| 87    | 123   | 117   | 96    | 100   | 103   | 103   |

График промене броја становника у току последњих година